# Stjärnsnus
Stjärnsnus var ett snus som ursprungligen tillverkades av Frisk & Co. i Hudiksvall under namnet Stjärnsnus n:r 1 B. Svenska Tobaksmonopolet som övertog tillverkningen 1915 ändrade 1916 namnet till enbart Stjärnsnus.

## Tillverkning
Stjärnsnus tillverkades av Svenska Tobaksmonopolet 1915-1916 och därefter 1919-1998. Tillverkningen av stjärnsnus var vid Svenska Tobaksmonopolets fabrik i Härnösand.

## Beskrivning
Snuset är finkornigt och aromatiserat och har huvudsakligen sålts utmed Norrlandskusten.